# フランスのアイルランド遠征
フランスのアイルランド遠征（Expédition d'Irlande、Expedition to Ireland）は、フランス第一共和政がフランス革命戦争のさなかに行った軍事計画である。アイルランドの共和主義者で、イギリス支配への抗議活動家であるユナイテッド・アイリッシュメン支援のものだったが、結局は失敗した。この計画は1796年から1797年の冬に、大規模な遠征軍をアイルランドに上陸させ、ユナイテッド・アイリッシュメンと合流させてイギリスを追い払おうとしたもので、フランスとしては、イギリスの士気、権威、そして軍事的成功に大きな打撃を与え、そして、アイルランド侵攻と同時にイギリス本土へ侵攻を仕掛ける、その第一段階とする予定だった。この遠征のため、フランスはおよそ1万5千人もの登録兵を、1796年末にルイ＝ラザール・オッシュ指揮のもとブレストに集結させ、12月にバントリー湾から大規模な上陸する手はずを整えた。
この遠征が行われた1796年の冬は、18世紀でも最も厳しい天候に見舞われたが、フランス軍はこの天候を考慮に入れた準備をしていなかった。付近を巡航していたイギリスの複数のフリゲート艦が、フランス艦隊の出航を監視しており、冬の強風を避けてスピットヘッドに退いているイギリス海峡艦隊に、敵軍の情報を知らせた。フランス軍は、出港時に指揮系統が混乱し、ブレストへ向かう艦隊は四散した。そのうちの1隻は、難破して多数の死者を出し、他の艦も統率がとれなくなっていた。まとまりを欠いたフランス艦隊の戦列艦は、12月末にどうにかバントリー湾へたどり着いたが、指揮官たちがかなり沖へ追いやられており、指揮官なしでは、艦隊はどういう行動を取るべきかがわからず、荒れた天候下では、侵攻のための組織だった上陸は不可能だった。この荒れた冬は、1708年以来のことだった。それから1週間のうちに艦隊は解体され、小戦隊と個々の艦とが、嵐、霧、そしてイギリス軍の偵察の中をブレストへと戻って行った。
イギリス軍は、侵攻の前後にも、侵攻を行っている間にも、フランスの先手を打った、効果的な妨害は不可能だった。コークからの数隻の艦が、孤立していたフランスの軍艦と輸送艦を拿捕し、エドワード・ペリューが1797年1月13日の海戦で、フランス艦隊の戦列艦であるドロワ・ド・ロムを座礁させ、1000人以上の乗員がこれで死んだ。このペリューの行動が、唯一のイギリスの意味のある対応だった。フランス軍は12の艦を拿捕され、あるいは難破させられて、何千人もの兵士や水兵が溺死した。唯一の例外は、1人が捕虜としてアイルランドに連行されたことだけだった。両国の海軍は、この作戦での行動で政府から批判されたが、フランス軍は、1798年に再び上陸を試みるよう奨励され、同年の8月に2000人の兵を上陸させたが、アイルランド反乱に影響を及ぼすことができず、また、この時も多くの兵と艦とを失った。

## 歴史的背景

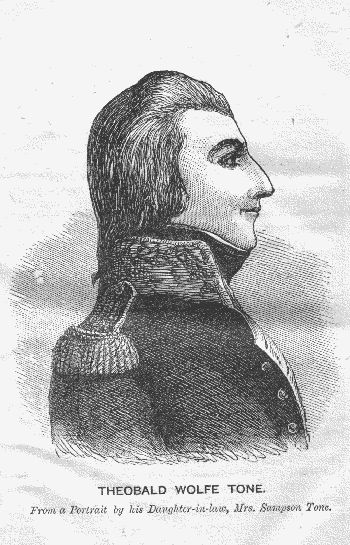
ウルフ・トーン

1789年のフランス革命の後、共和主義運動が、当時イギリスの支配下にあったアイルランド王国をはじめ、多くの国で取り入れられた。アイルランドにおけるイギリス支配への抵抗は何世紀もの間存在していたが、フランス革命は刑法の強制執行と抱き合わせになっており、アイルランドの刑法は、この地域の多くを占めるカトリック教徒に差別的であったことが、ユナイテッド・アイリッシュメンの創設を速めることとなった。このユナイテッド・アイリッシュメンは、いくつかのグループのゆるやかな連合体で、どの党派にも属していなかった。彼らはイギリス政府に代わるアイルランド共和国の建国を模索した。当初は非暴力的な政治運動であったが、1793年のフランス革命戦争勃発後は、ユナイテッド・アイリッシュメンの会員であることが非合法化され、秘密結社としての活動を余儀なくされた。唯一の希望である、武力蜂起によるアイルランド共和国設立を決意し、ユナイテッド・アイリッシュメンは人知れず行動して武装を整えた。外国の援助を求めて、指導者のうち、エドワード・フィッツジェラルド卿とアーサー・オコナーがバーゼルに出かけ、フランスの将軍ラザール・オッシュと会った 。彼らの尽力を支えたのは、ダブリンの、プロテスタントの弁護士であるテオボルド・ウルフ・トーンだった。トーンはパリに出向いて、自ら総裁政府に助力を依頼した。この同じ時期、イギリス政府は社会不安を鎮めるために、刑法の一部を撤廃した。
フランス第一共和政は、イギリス諸島に侵入するための長期計画を練っていたが、この計画は何度も、フランス革命戦争の前線の一つであるヴァンデの反乱や、フランス海軍の不安定な状況といった理由で足を引っ張られていた。後者は懸念すべき大問題だった。革命の時期にフランス海軍は将校たちが解任され、一連の軍の停滞が痛手となっており、栄光の6月1日や、惨憺たる結果に終わった、1795年の大いなる冬の作戦の戦術面にでの敗北にさらされている状態だった。1795年における、いくつかの前線での終戦は、新総裁政府に、イギリスが最も大きな仮想敵国の一つであることを確信させ、侵攻によるイギリスへの勝利を決断させた。

コーンウォールの位置

トーンからの申請は総裁政府の興味をそそった。アイルランドを攻撃することで、イギリスの最も防御が手薄なところに一撃を加えられるだろうと踏んだのである。当該場所へは支援が最も少なく、ユナイテッド・アイリッシュメンは、フランス軍が上陸するのを待って、25万もの非正規軍を蜂起させることができると楽観的に主張した。さらに魅力たっぷりに、アイルランド共和国建設がうまく行けば、フランス共和国はイデオロギーのうえで成功したことが証明されるとも言った。ついに、そして最も意義深いことに、アイルランドへの大規模遠征軍は、イギリス侵攻をこれ以上なく可能にでき、特にアイルランドの侵攻中に、2000人の囚人に軍服を着せて、コーンウォールに上陸させる作戦を共同で実施して、イギリス軍の注意をそらすことで、さらなる活動の足掛かりが与えられる可能性もあった。

## 侵攻準備

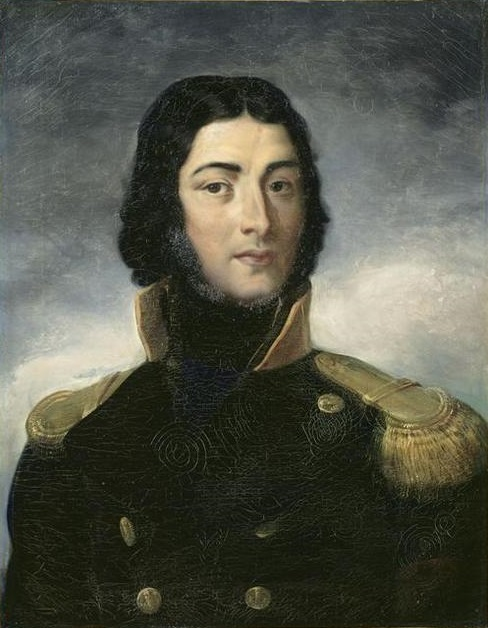
ラザール・オッシュ

ヴァンデの反乱が終わってスペインとの和約が結ばれ、多くのフランス兵たちは、1796年10月末に設定された、オッシュ将軍指揮によるイギリス侵攻計画への準備を整えた。オシュはすぐれた指揮官であり、ヴァンデの王党派に完勝して、その後に予定されていたコーンウォール侵攻にも参戦した。この遠征では、熟練した兵と、大西洋岸の大軍港ブレストを基地とした、大西洋艦隊一式がオッシュの思いのままになった。侵攻のための兵士の数は定かではなかった。総裁政府は2万5千の兵が必要であると推測しており、アイルランドの代表団は1万5千で十分であると主張した。
8月までの時点でこの計画はすでに遅れが出ていた。物資が非常に不足しており、ブレストの造船所の労働者への賃金も滞っていて、その一方で、部隊の準備はなされたものの、コーンウォールへの侵攻が実現するかは定かでないことが明らかになり、大勢が脱走した。コーンウォール侵攻に向けての、艦隊の試験航海も完全な失敗に終わった、この計画のための小型艦が、海ではまるで役に立たないことが明らかになったのである。このコーンウォール侵攻計画は取り止めとなり、当てにできる兵たちはアイルランドへの遠征部隊に組み込まれ、残りは刑務所へ戻った 。地中海艦隊からの増員も遅れていた。少将ジョゼフ・ド・リシュリ指揮下の7隻の艦が、ロシュフォールのイギリス軍封鎖から隠れて航行せざるを得なかったためで、この7隻だけが12月8日にブレストに到着した。しかしピエール・シャルル・ヴィルヌーヴ少将の第二艦隊が到着したのは、遠征軍が出発した後だった 。

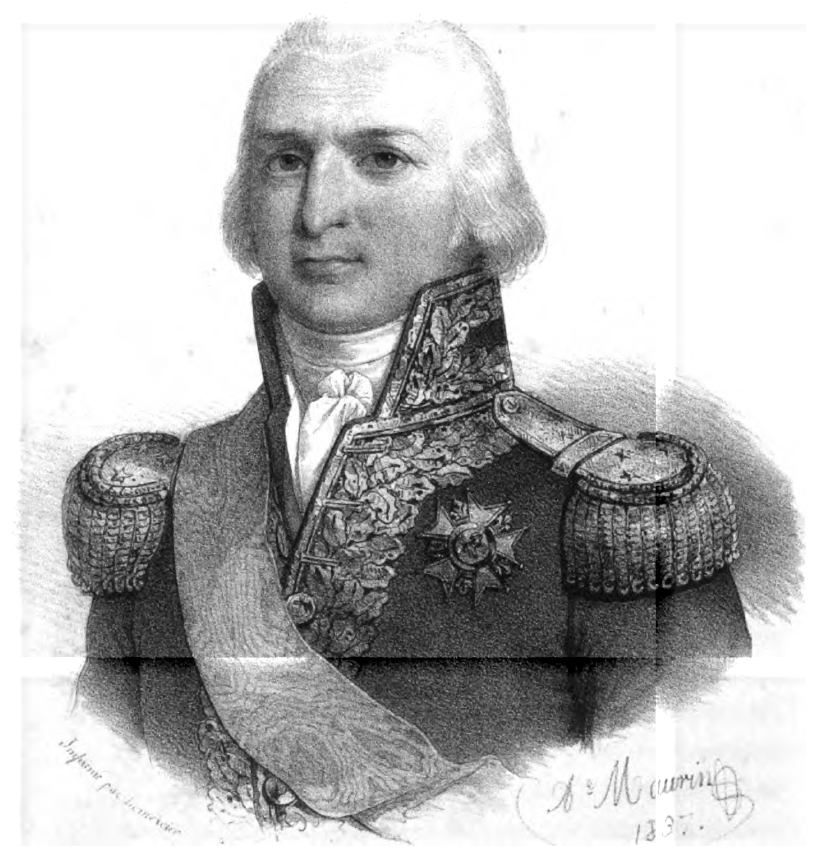
ジュスタン・ボナヴァンテュール・モラール・ド・ガレ

1796年末を通して、遠征計画は不安定だった。オシュは海軍の指揮官、具体的にはルイ・トマ・ヴィヤレ・ド・ジョワイユーズを準備の遅れで公然と非難した。ヴィヤレは指揮官を中将のジュスタン・ボナヴァンテュール・モラール・ド・ガレに代えられ、ヴィヤレのインドでの軍事活動も中止になった。一方でオッシュは、自ら艦隊内の軍事訓練の指揮を執っていた。12月の第2週までに艦隊の準備は整った。艦隊は17隻の戦列艦、13隻のフリゲート艦、そしてそれ以外に、船倉を広くするために砲台を取り去った古いフリゲート艦である輸送艦数隻を含む、14隻の艦から構成されていた。それぞれの戦列艦には600人の兵士が乗艦でき、フリゲート艦には250人、輸送艦にはおよそ400人を収容できた。侵攻を心待ちにしている、アイルランドの何千もの義勇兵のために、騎兵隊や野砲や、沢山の軍需物資も積み込まれた。オッシュはそれでも満足できず、12月8日、総裁政府に、アイルランドへの計画的な攻撃などより、何か他の任務で兵を率いて活動することを望む旨を告げた。そんなオッシュを支援したのはモラール・ド・ガレだった。ド・ガレは、オシュの指揮下の陸軍兵が海に不慣れであるため、海上で敵に遭遇するのを可能な限り避けることを承諾した。

## フランス艦隊の出港

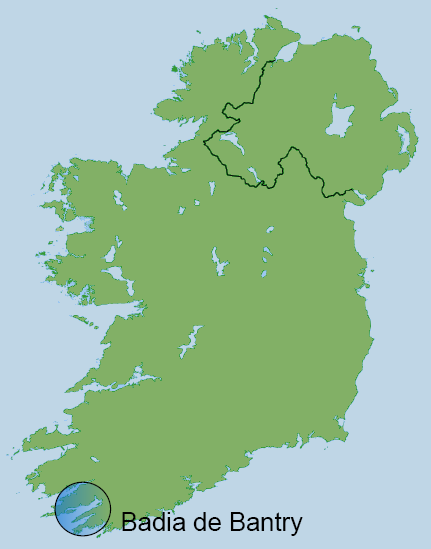
アイルランド、バントリー湾

遠征軍の指揮官の頼りなさにもかかわらず、艦隊はブレストを、予定通り1796年の12月15日に出港した。総裁政府がすべての遠征の中止の通達をよこしたのは、その一日後だった。ド・ガレは、イギリスによるブレスト監視を知っていた。イギリス軍のフリゲート艦は、ブレスト封鎖中のイギリス艦隊の、近海戦隊の一部として常に姿を見せていた。艦隊が侵攻目的であることを隠すため、ド・ガレはまずブルターニュのカマレ湾に投錨し、艦隊にラ・ド・サンを通るように命令を出した。この地域は岩と砂州が散らばり、悪天候のときには大きな波しぶきが押し寄せる、狭くて危険な海峡であったが、フランス艦隊の大きさ、武力装備、そしてどこに艦隊が向かっているかを、沖合の30隻から成る、諜報活動中のイギリス艦隊に知られずに航行することができた。
フランス側の報告はさておき、12月15日の夜、イギリス主力艦隊は、ブレストからは遠ざかっていた。艦隊の大部分は、冬の嵐を避けるために英仏海峡の港のひとつに避難しており、一方で、少将ジョン・コルポイズの戦隊が、ビスケー湾の岩の多いフランス側の海岸に流される危険を避けるため、大西洋へ40海里（74キロ）の退却を余儀なくされた。ブレストからは、エドワード・ペリューの座乗艦インディファティガブルと、その指揮下のアマゾン、フィービー、レヴォリューショネール、そしてラガー船デューク・オブ・ヨークから構成されたフリゲート戦隊が見えるだけだった。ペリューは12月11日に、フランスが侵攻準備を行っていることに気づき、すぐさまフィービーをコルポイズの艦にやって警告し、アマゾンをファルマスに送って海軍本部に警戒態勢を取らせた。その後もペリューは他の艦と共にブレスト沖にとどまり、フランス軍の中心となる艦隊を12月15日の15時30分に発見した。彼は自分の戦隊をカマレ湾の海岸方向にやって、フランス艦隊の大きさと目的を確認した。12月16日の15時30分、フランス艦隊はカマレ湾を出港した。ペリューはフランス艦隊に接近して様子を観察し、レヴォリューショネールを派遣して、コルポイズによる捜索の支援をさせた。

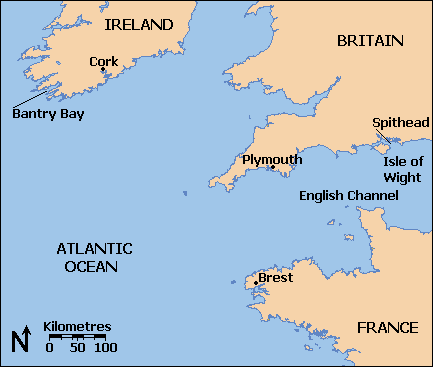
ウエスタン・アプローチズ。ここでフランス艦隊が散り散りになった。

モラール・ド・ガレは、12月16日の大半をラ・ド・サンの通過に費やした。英仏海峡には一時的に置かれた灯台船が、通過中に危険な目に合わないよう警告し、また、信号弾の使用を指示していた。このためフランス艦隊の通過は非常に遅れ、準備が終わるまでに日が暮れ始めていたため、ド・ガレは16時ごろに艦隊に信号を出し、自分の旗艦であるフリゲート艦フラテルニテの先導で、艦隊に、港からの主だった経路をたどって航海するように指示を出した。この時にはすでにかなり暗く、多くの艦に先導艦がわかりにくかったため、フラテルニテとコルベット艦アタラントは、自分たちの居場所を知らせるために、信号弾を使うことにした。しかしこの信号弾は混乱を招き、ラ・ド・サンへ向けて航海していた艦は、先導艦を見失った。そこへペリューが、この混乱をさらに大きくする目的で、敵艦隊の前方に青く輝く灯火と信号弾を押し込んだため、フランス艦隊の艦長たちは、ますます自分たちの居場所が分からなくなった。
12月17日の夜明け、フランス艦隊の大部分は、散り散りになってブレストへ向かった。無傷の艦隊で最も大きなものは、フランソワ・ジョゼフ・ブーヴェ中将の艦隊で、ラ・ド・サンを9隻の戦列艦、6隻のフリゲート艦と1隻の輸送艦で切り抜けていた。将軍オッシュを乗せたフラテルニテを含め、他の艦は孤立しているか、小さな集団になっているかで、艦長たちは、他の指揮官の命令が来ないため、どこに向かうかを見つけるように、内々の命令を公にせざるを得なかった。また、フランスは74門の戦列艦セディザンを失った。夜間にグランステヴナンの岩に衝突して沈没し、680人の犠牲者が出た。この艦は他の艦の注意を引くべく、あまりにも多くの信号弾を撃って号砲を鳴らしたため、艦隊内の混乱の度合いをより一層強めただけだった。ペリューはフランスの大艦隊に損失を及ぼすことはできなかったものの、ファルマスに着くと腕木信号で海軍本部に報告を送り、物資を補充した。

## アイルランドへの航海
12月19日までに、ブーヴェは33隻の艦を集めて、共にアイルランド南部のミゼンヘッドへ向けて針路を執った。ここが指定された合流地点であり、ブーヴェはそこで、フランスからの次の命令のために5日待つようにと封緘命令で知らされた。フラテルニテは依然として不明だった。この艦の指揮官が不在であるにもかかわらず、艦隊はバントリー湾へ、かなりの強風と分厚い霧の中航海を続け、到着は12月21日にまでずれ込んだ 。ブーヴェがアイルランドへ向けて航海している間、当のフラテルニテは、ネストール、ロメイヌ、コカルドと共に、艦隊の行方を追ってウエスタンアプローチを通っていた。知らず知らずのうちに霧の中でブーヴェの艦隊とすれ違ったド・ガレは、21日近くになって、自分の指揮下の小戦隊から、すぐ前方イギリスのフリゲート艦がいることを知らされ、イギリス艦から逃れるためだけに他の艦と離れた。敵の脅威から退いたフラテルニテは、正体不明の敵艦から逃れるより先に、その敵艦から、大西洋へと追われた。この復路でド・ガレは逆風に会っていることを知り、それから8日かけてミゼンヘッドに帰着した 。

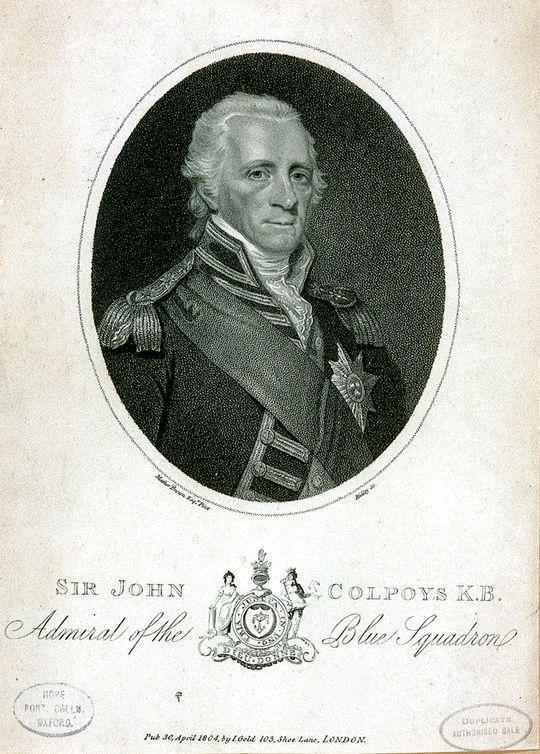
ジョン・コルポイズ

フィービーがコルポイズ指揮下の艦隊をビスケー湾内で発見したのは、12月19日のことだった。翌日コルポイズは、ヴィルヌーヴ指揮下の、遅れて航海に出たフランス戦隊を発見し、これを追いかけたが、ヴィルヌーヴは強風の中、コルポイズ艦隊の追跡をうまくかわし、イギリス軍より先にロリアンに着いた。コルポイズの艦は嵐でかなりの損失を受けていた。これ以上の航海は無理だったので、コルポイズはスピットヘッドに退却して、艦を修理に出した。初代ブリッドポート男爵アレグザンダー・フッド指揮下の海峡艦隊の対応は、コルポイズ同様に功を奏しなかった。ブレストからフランス艦隊が出航した知らせは、イギリス艦隊の最も西にある基地のプリマスには、12月20日になってやっと届いていた。ブリッドポートの艦は多くがスピットヘッドにあり、出航の準備ができておらず、また艦に兵と物資を積み込むには数日を要した。12月25日に出動命令が下ったが、艦隊はすぐに混乱状態になった。二等艦プリンスが、大きく弧を描いて制御を失い、80門のサンス・パレイルに衝突したためだった。ほぼ時を同じくして、別の二等艦フォーミダブルが、強風により100門一等艦のヴィル・デ・パリス の射程内に追い込まれ、その一方で98門のアトラスが座礁した。全部で5隻の艦が、大々的な修理のため乾ドック入りが必要となった。これにより、ブリッドポートの最強艦隊は使えなくなり、出港はさらに延期された。ブリッドポートが最終的に、ソレント海峡からの出発点であるワイト島のセントヘレンズについた時は、西からの風が吹いて、係留してあった8隻の艦は動かせなくなり、1月3日までそのままの状態だった。

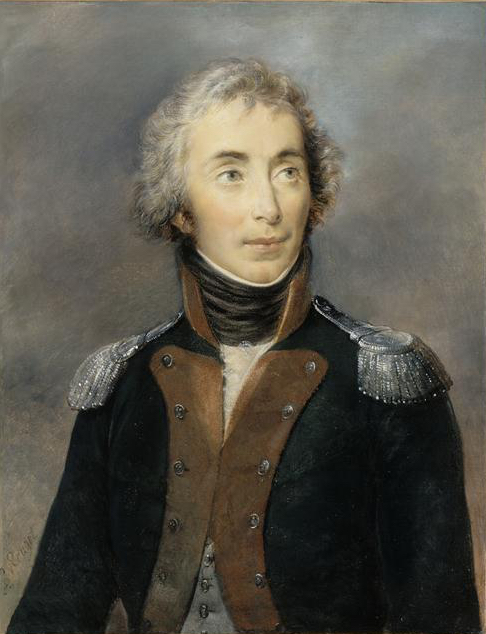
エマニュエル・ド・グルーシー

ド・ガレとオッシュが不在のため、ブーヴェと相方であるエマニュエル・ド・グルーシーは、12月21日に、翌日に備えて投錨するようすべての艦に命令を出した。一方、この土地の沿岸の案内人が、この艦隊をイギリスのものと思い込み、艦隊の外へ船をこいで行った所をフランス軍に捕えられた。この案内人たちは、上陸に一番適した場所の情報を教えようとしていた。12月21日の夜、天気がにわかに、そして大きく悪化して、強風は吹雪となり、海岸線が見えなくなって、艦隊は難破しないように投錨を強いられた。4日間、艦隊は湾内に閉じ込められ、経験の浅いフランスの水兵は、冬用の衣類に不足しており、1708年以来の寒波の中で船を操作することができなくなった。12月24日、風が弱まり、上級将校の間で、作戦会議が開かれた。将校たちは悪天候にもかかわらず、上陸を強行することを共に決意し、近くの水路が最も安全であると確認し、翌12月25日の日の出に、侵攻を行うように命令が出された。その日の夜、再び天候が悪化し、朝までに猛烈にしけて、多くの艦首が波でへし折れた。錨が引きずられ、多くの艦が湾の右岸の外から大西洋に流され、逆風のせいで湾に戻れなかった。この強風の中で、艦隊で最も大きなアンダンプタブルはフリゲート艦のレゾリュと衝突し、双方とも大きな損失を受けた。

### 遠征の失敗

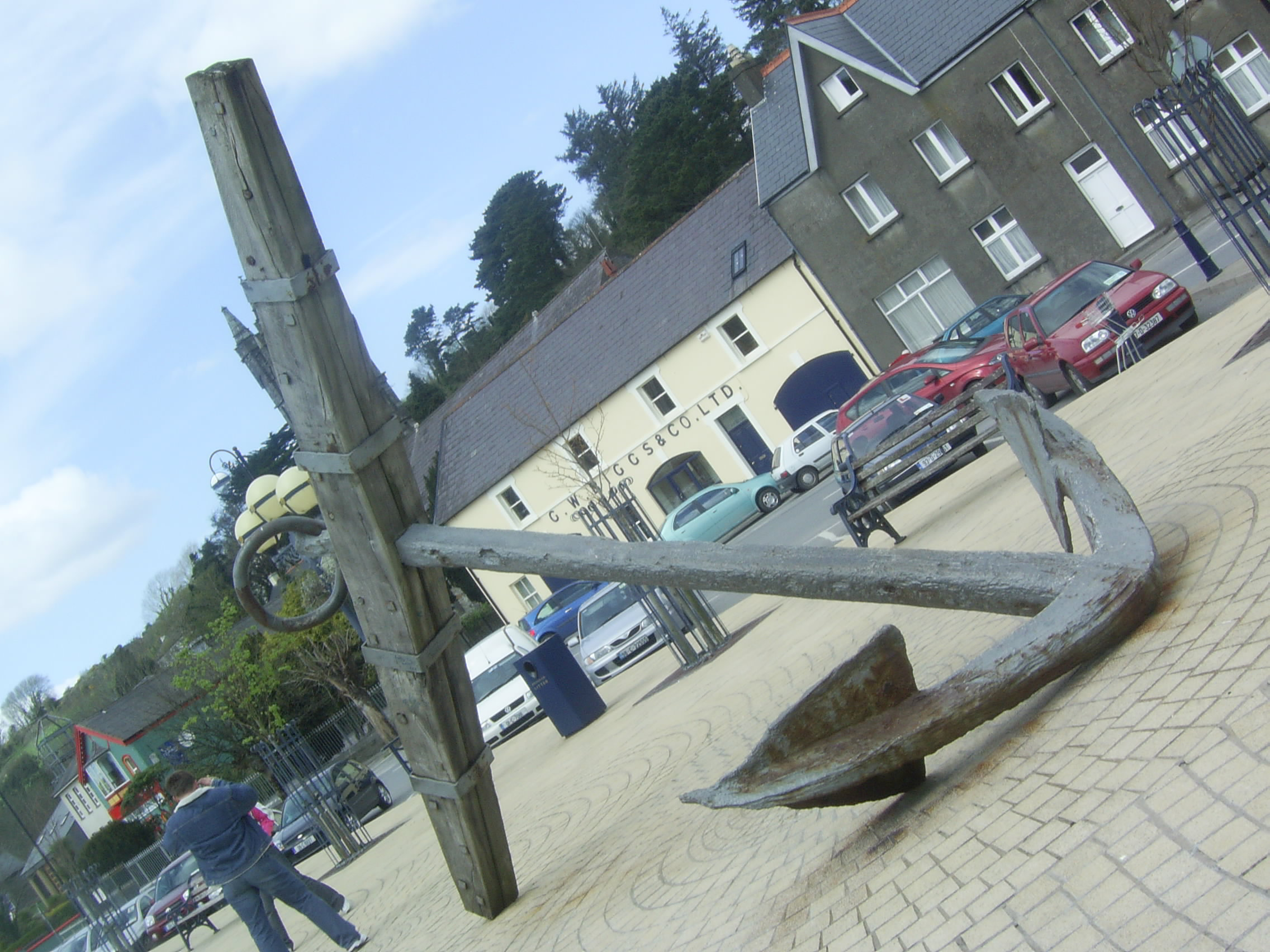
バントリー湾沖のフィディー島で、1981年に発見された遠征時の艦の錨。

それから4日間、ブーヴェの艦隊は強風に打たれ続け、海岸に近づくには、岩だらけの海岸で船を壊すという大きな危険が伴った。錨をなくし、太索（錨索）は切れ、多くの艦が強風を受けて、ウエスタンアプローチズに散らばった 。他の船も破損した。11月29日にクルックヘヴンの近くを通り過ぎた、エリスというアメリカの船が、風のためマストが倒れ、甲板に乗員が散らばった状態で激しく揺れている船と遭遇した。エリスの船長のハーベイが報告したところによると、船に近づいたものの、嵐のために救出が困難で、船長が見ているうちに船は座礁し、壊れてしまった。この船はフランスの44門艦アンパシエントで、すべての乗員550人のうち、助かったのは7人のみだった。ハーベイはまた、フランス艦レヴォルシオンとフリゲート艦シェヴォラに出会った時のことも詳しく述べている。40門のレイジー（低舷艦）シェヴォラのピエール・デュマノワール・ル・ペリー艦長が、艦がだめになる前に、乗員を下船させているところだった。この艦は悪天候で今にも沈没しようとしていた。また、レヴォルシオンを見つけたのはエリスだけではなかった。アイルランドへの到着が大幅に遅れていたフラテルニテも、これらの艦と出会い、シェヴォラが壊れるのを目撃した。この艦は壊れるとすぐに燃やされてしまった。
ブーヴェの旗艦アンモルタリテも、嵐が吹きすさぶ間沖合に流されていた。風が落ち着いた12月29日、ブーヴェは侵攻計画の破棄を決めた。目に見える範囲内の艦に信号を送り、南西のブレストへ向かうよう命令した。一部の艦はこの信号を受け損ね、シャノン川の沖合で合流するのを待っていたが、こういった艦は少数派でしかも四散しており、また度重なる嵐のため、上陸は不可能だった。物資が少なくなってきたせいもあり、これらの艦も方向を変えてブレストを目指した、そこへまた天候が悪化した 。遠征軍が帰港する一方で、ド・ガレとオッシュは12月30日にバントリー湾に着いた。しかし艦隊の姿はそこになかった。彼らの食糧もほとんど底をついており、フラテルニテもレヴォルシオンも、他の艦同様に帰国せざるを得なかった。この侵攻計画へのイギリス側の対応は不十分なままで、12月31日にスピットヘッドに着いたコルポイズは、指揮下のわずか6隻の艦にその時点でも、フランスと戦うべく戦闘隊形を取らせていた。そして、コークを基地としていた、ロバート・キングスミル少将指揮下のわずかな艦、主にジョージ・ラムスダイン艦長のパリフィーマスとフリゲート戦隊が、フランス艦隊を阻止した。パリフィーマスはフランスの輸送艦ジュスティーヌを12月30日に捕らえ、そのすぐ後にジェイソンはフランスの輸送艦シュフランを拿捕したが、このシュフランはその後フランスのフリゲート艦タルトゥに再拿捕された。

## 退却

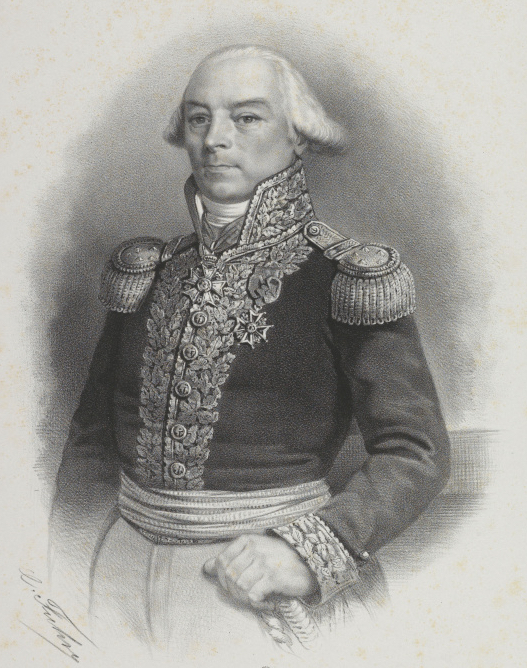
フランソワ＝ジョゼフ・ブーヴェ

翌1757年1月1日、フランス艦隊の最初の数隻がブレストに帰港した。その中にはブーヴェの旗艦アンモラルテとアンドンタブル、ルドゥタブル、パトリオト、ミュシウス、フーギュー、その他小型艦数隻が含まれていた。これらの艦はイギリス軍艦との接触を避け、いくらか天候が穏やかな時に速度を速めて帰国した。それからの何日間かで、シャノン川沖に集まっていたフランス艦はのろのろと帰国の途に就いた。海の荒れと風の強さは勢いを増し、そのためすべての艦がかなりの損失を受けた。1月2日にバントリー湾で難破したフリゲート艦スルヴェイヤントをはじめ、何隻かの艦は結局フランスには戻らなかった。スルヴェイヤントの、ジュリアン・オーギュスタン・ジョゼフ・メルメ将軍をはじめとする多くの乗員は、近くにとどまっていた艦隊からのボートで救助され、その他の者は我先に海岸にたどり着いて捕虜となった。1月5日、パリフィーマスがタルトゥに追いつき、しばしば中断を挟んでの戦闘の後、これを拿捕した。その翌日、輸送艦フィユ＝ユニークがビスケー湾で沈没したが、乗艦していた300人の兵士の行方は不明である。
1月7日、トマス・ウィリアムズ艦長指揮下の、イギリスのフリゲート艦ユニコーンと、チャールズ・ジョーンズ艦長のドリス、リチャード・キング艦長のドルイドが、フランスの輸送艦ヴィユ・ド・ロリアンを拿捕し、ドルイドがこの艦をコークまで連行した。その翌日にはユニコーンとドリスが、シャノンに上陸をたくらんでいたいくつかの部隊と出くわした。相手方に数で劣るため、ユニコーンとドリスは西の方へ退却したが、今度は、これらの艦の前に退却していたレヴォルシオンとフラテルニテが、強風に煽られているのに出会った 。このため、ド・ガレとオッシュは、シャノン沖の隊に、遅まきながら合流して共にフランスへ戻ることが不可能になった。翌朝ユニコーンとドリスが再度現われた。この2隻はブリッドポート艦隊の偵察行動をやっていた。そのブリッドポート艦隊は年が明けると同時にやっと出航し、その前夜にこの2隻と出会っていたのである。霧の中で追手をよけながら、レヴォルシオンとフラテルニテはフランスに直行して、1月13日にロシュフォールに入港した。

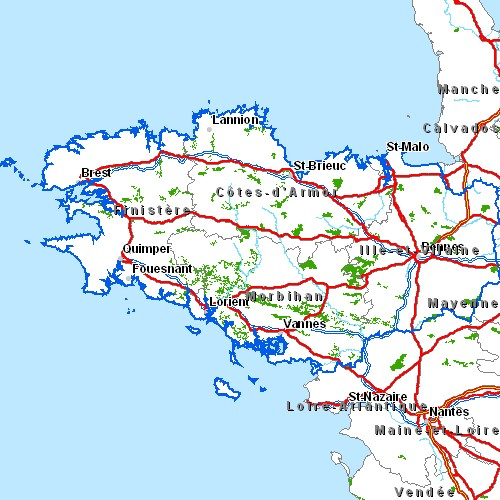
現在のブルターニュ地方。左中央にブレスト、そのやや右下にロリアンが見える。

残りのフランス艦の大部分は1月11日にブレストに着いた。その中にはコンスティチュタチオン、トラジャン、プルートン (1778)、ウォタニエ、ペガーズがいて、ペガーズはマストの折れたレゾルーをロープで牽引していた。さらに1月13日には、ネストル、トゥールヴィユ、エオール、カサールをはじめとする多くの艦が、フリゲート艦を伴って戻ってきた、しかしフリゲート艦ブラヴールは1隻だけでロリアンに帰港した 。ブレストに近づくにつれて、失われる艦の数が増えた。武装を解除したシュフランはウェサン島沖でデダルスに再拿捕され、1月8日に燃やされた。一方でアタラントは1月10日にフィービーに追われて拿捕され、物資輸送艦のアレグルは、ブリッグ船のスピットファイアに捕らえられた。

### ドロワ・ド・ロムとイギリス艦

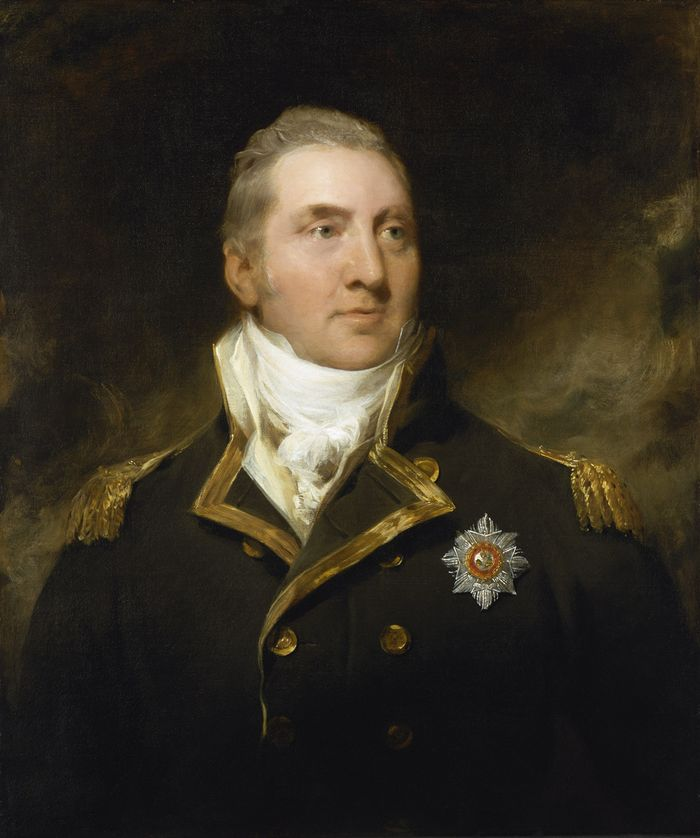
エドワード・ペリュー

1月13日までに、小型ブリッグ船ミュティーヌを除くすべての艦の帰港が判明した。ミュティーヌは強風でサンタ・クルス・デ・テネリフェまで流れ着き、7月に拿捕された。そしてバントリー湾のブーヴェの艦隊の1隻である、74門艦のドロワ・ド・ロムは、共にシャノン川へと向かっていたが、艦隊が散り散りになって、他の艦とはぐれてしまった 。物資が底をつき、上陸がやはり難しかったため、ジャン＝バティスト・レイモン・ド・ラクロス艦長は、自分たちだけでフランスに戻ることを決めた。この艦は1300人も余計に乗員を積んでいたため、動きはのろかった。乗員のうち800人はジャン・ユンベール将軍の兵だった。ドロワ・ド・ロムは、イギリスの小型私掠船カンバーランドと出くわしてこれを拿捕した時、さらに速度を落としていた。結果、最終的にラクロスは13日にはウェサン島にたどり着いた。この時、空には霧が立ち込めていた。この霧のおかげで、レヴォルシオンとフラテルニテが、追手から隠れながら無事に帰港できたのだった 。

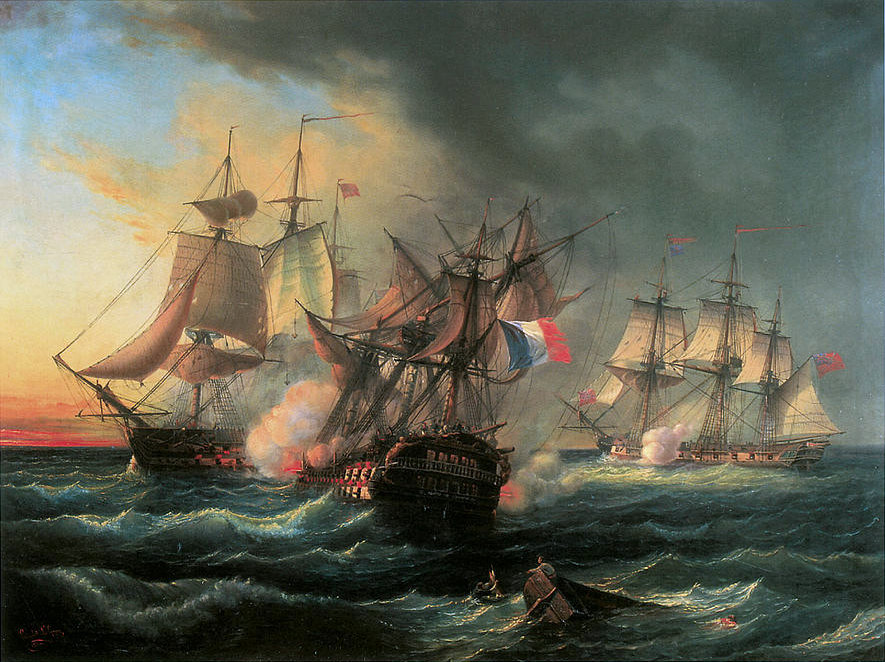
1797年1月13日及び14日の、ドロワ・ド・ロムとアマゾン、インディファティガブルとの交戦　　レオポール・ド・ゲン作

1月13日の13時、薄暗がりの中から2隻の艦が現れて東へ向かった、ラクロスは無意味な交戦に乗員を巻き込むよりはと考えて向きを変えた。そこにとどまっていたこの2隻は、ペリュー艦長のフリゲート艦インディファティガブルと、ロバート・カーテュー・レイノルズ艦長のアマゾンであることが明らかになった。2隻はブレスト沖の基地に物資を輸送して戻る途中だった 。ドロワ・ド・ロムが南西にかじを切ると、風が強くなり、海に三角波が立ち始めた。このためラクロスは、浸水や、トップマストを折って安定感を失うという危険を冒さずに、下げ甲板の砲門を開くことが難しくなった。敵が困難な状況にあることを悟ったペリューは、自艦より大きなドロワ・ド・ロムに近寄って激しい砲撃を浴びせた。18時45分、アマゾンがラクロスの視界に入ってきて、2隻のフリゲート艦は共に、ドロワ・ド・ロムに連続して掃射砲を浴びせた。この戦闘は夜の間も続いたが、より運動量の多いイギリスの艦が、戦闘で受けたダメージの修理を、ドロワ・ド・ロムの射程外で行ったためしばしば中断した。

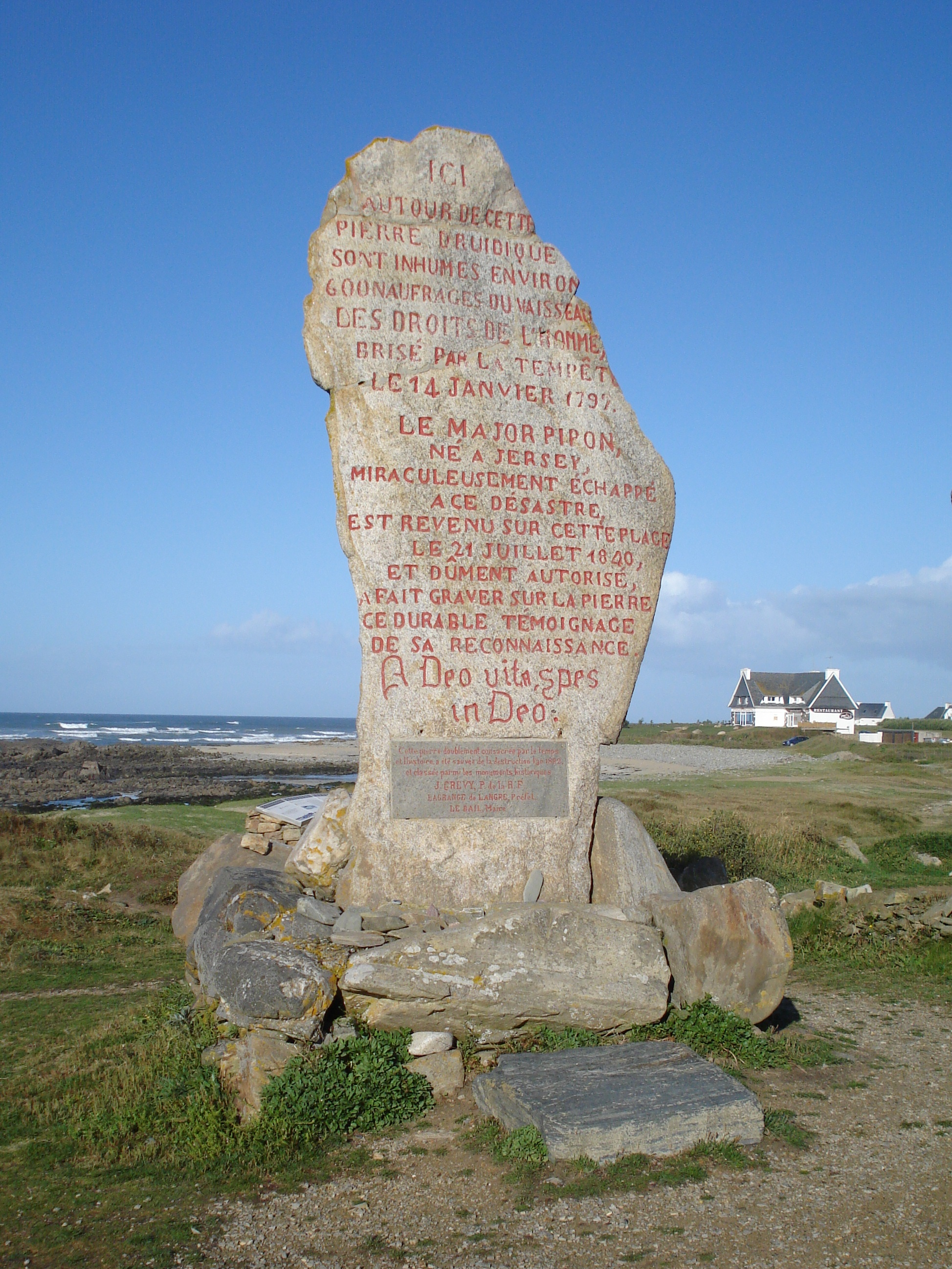
プロヴェゼにあるドロワ・ド・ロムの巨石（メンヒル）式記念碑

1月14日の午前4時20分、3隻の艦からは波がまたたくまに東の方向へ砕け散っているのが見えた。大きな砕け波を避けるため、インディファティガブルは北へ針路をとり、アマゾンは南へ向かった。一方で強風にあおられていたドロワ・ド・ロムは、何の戦術もたてられず、プロゼヴェの町の近くの砂州に直接乗り上げ、強い波によって艦はひっくり返った。アマゾンも難破したが、ドロワ・ド・ロムよりも危険を避けられる場所にいたため、どうにかまっすぐ立っていられた。唯一難破しなかったインディファティガブルは、ペンマーク・ロックスを一周して、外海に出た。レイノルズは乗員を安全に上陸させるためにいかだを作っていたが、ドロワ・ド・ロムのフランス人士官はボートを下すことができず、荒波の中で危険にさらされた状態であったため、岸にたどり着く試みがことごとく打ち砕かれ、何百人もの兵が溺死した。嵐が続くにつれ、甲板上の人員が失われ、船尾がこわれて開き、艦内が浸水して行った。1月15日の朝、ドロワ・ド・ロムに乗っていた、カンバーランドの捕虜たちが小さなボートで岸にたどり着いたが、しかし上陸後にするべきことはもう何もなかった。1月17日になってようやく海が静まり、小艦アロガンテが難破船に近づいて、290人の生存者を運び出した。

## その後の侵攻計画とその終焉
フランスのアイルランド侵攻の目論見は、完全な失敗に終わった。大勢の捕虜を除けば、何隻もの艦が沖合にほぼ2週間停泊していたにもかかわらず、フランス軍の兵は誰一人としてアイルランドへの上陸を果たせなかった。12隻の艦がこの遠征で失われ、2000人を超える兵士と水兵が溺死した。侵攻計画は破棄され、オッシュと生き残った兵たちはドイツでの戦闘に回されて、9か月後にオシュは、戦死ではなく自然に息を引き取った 。フランス海軍は、アイルランド侵攻で上陸できなかったことを批判されつつも、アイルランドにたどり着けたことと、イギリス艦隊の主力部隊に遭遇することなく帰国した点は称賛された。この業績により、1797年2月の、ウェールズのフィッシュガードへの上陸や、1798年半ばのアイルランド侵攻といった、その後の侵攻計画にはずみがついた。
イギリスでは、侵攻を企てたフランス艦隊への、海軍の対応に激しい批判が巻き起こった。侵攻を阻止するために海峡艦隊とブレスト艦隊が配属されたのに機能せず、フランスに敗北を負わせたのは、コーク駐留の小規模戦隊、あるいは、艦隊に属さないフリゲート艦の艦長ペリューだったからである。ブレスト封鎖の指揮官を、少将のロジャー・カーティスに取って代わられたコルポイズは、2月と3月に、ビスケー湾に大々的な軍を展開して、フランスのさらなる軍事活動を阻止した。加えて、カディス沖のジョン・ジャーヴィス指揮下の艦隊にも増員が行われ、ジャーヴィスは2月14日にサン・ビセンテ岬の海戦で勝利を収めた。これらの大規模な配置は、艦の常駐の船員の不人気を買い、船員たちが4月にスピットヘッドとノアの反乱を起こしたため、海峡艦隊は活動できなくなった。フランス軍はその時もなお、アイルランド侵攻での損失を埋め合わせつつあったが、まだ十分ではなかった。

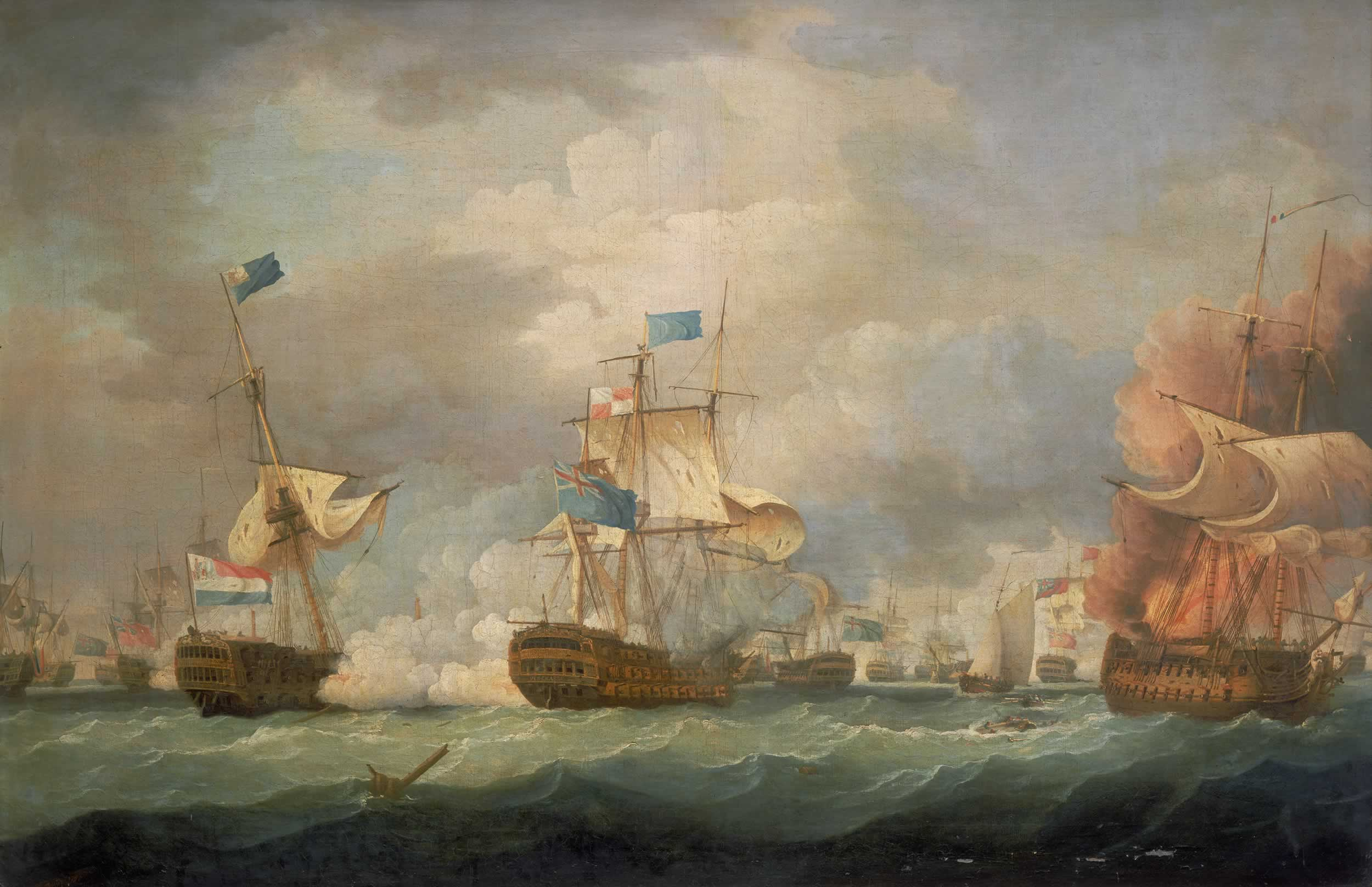
キャンパーダウンの海戦でのイギリスとオランダの戦闘

アイルランドでは、フランスの遠征軍の侵攻失敗は大きな失望の原因となった。航海を通じてアンダンタブルに乗艦していたウルフ・トーンは、両手でバントリー湾の両側に触ることができるような気がしたと報告した 。蜂起は延期され、トーンはヨーロッパでの支持を集め続けて、オランダで艦隊を立ち上げて侵攻を企てようとしたが、その計画はキャンパーダウンの海戦で潰えた。1798年、イギリスの取り締まりによりユナイテッド・アイリッシュメンの指導者たちが逮捕され、これによりアイルランド反乱が引き起こされた。この時までにフランスは、小規模な部隊をどうにか集めて8月にアイルランドに到着したが、その時暴動はほぼ終わっており、ジャン・ユンベールに率いられた不十分なフランス軍は、9月にバリナマックの戦いで降伏した。翌月に計画された次の計画も失敗に終わった。戦隊がトーリー島の戦いで阻止され、敗北を喫したためだった。ウルフ・トーンはこの海戦で捕らえられ、刑務所で自殺を図った。トーンの死、フランスの軍事的敗北、アイルランドへの反逆者への報復、この3つが一緒になったことで、ユナイテッド・アイリッシュメンとフランスの侵攻計画には終止符が打たれた。